# Carl Brisch

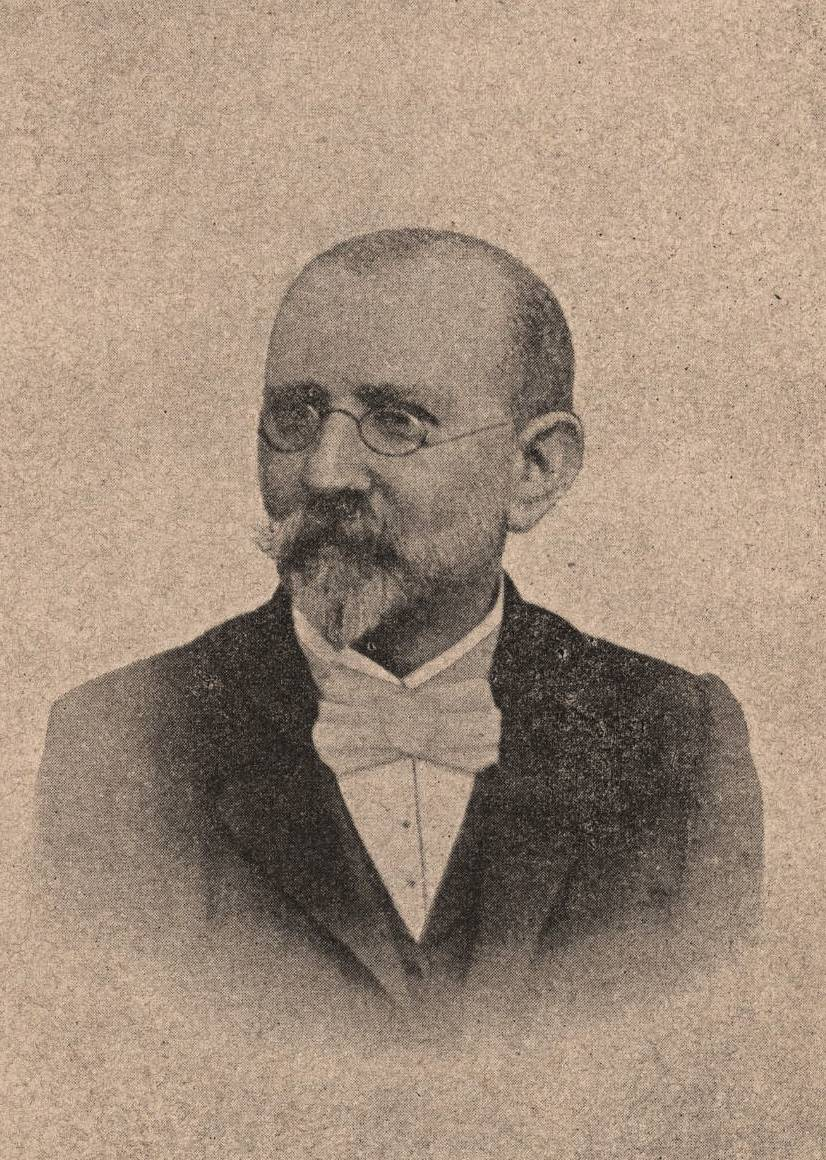
Carl Brisch (um 1900)

Carl Brisch (geboren 8. November 1845 in Obersitzko; gestorben 31. Dezember 1900 in Mülheim am Rhein) war ein deutscher Lehrer und Historiker.

## Biographie
Carl Brisch wurde als Hesekiel Brisch in Obersitzko (Obrzycko im heutigen Polen), rund 50 Kilometer entfernt von Posen, geboren. Über seine Jugend und seine Ausbildung ist nichts bekannt. 1871 übernahm der ausgebildete Pädagoge den Religionsunterricht der jüdischen Schüler von Mülheim, die die evangelische Volksschule besuchten. Die Schule der jüdischen Gemeinde hatte im Jahr zuvor wegen einer zu geringen Schülerzahl schließen müssen. Der Religionsunterricht fand in den Räumen der Synagogengemeinde in der Mülheimer Freiheit 78 statt.
Brisch war über 30 Jahre lang als jüdischer Religionslehrer in Mülheim tätig. Von 1879 bis 1882 erschien sein zweibändiges Werk Geschichte der Juden in Cöln und Umgebung aus ältester Zeit bis auf die Gegenwart. Dabei handelte es sich um die erste quellenbasierte, wissenschaftlich fundierte Publikation zu diesem Thema. 1888 gründete Brisch mit dem Israelitischen Gemeindeblatt die erste jüdische Zeitung für Köln und Umgebung, die bis 1921 erschien. Zudem erstellte er eine Abschrift des Memorbuchs der Gemeinde Deutz auf der Basis einer Kopie aus dem Jahr 1748, die bei einer Überschwemmung schwer beschädigt worden war.
Brisch lebte bis zu seinem Tod in Mülheim, zuletzt im Haus Wallstraße 124, das 1979 abgerissen wurde. Er verstarb am 31. Dezember 1900 im Alter von 55 Jahren nach längerer Krankheit.
Zu seinem 100. Todestag im Jahre 2000 wurde die Straße vor dem Genoveva-Gymnasium in Köln-Mülheim nach ihm benannt. 2003 wurde seine Grabstätte auf dem Jüdischen Friedhof Köln-Mülheim restauriert.

## Publikationen
- Geschichte der Juden in Cöln und Umgebung aus ältester Zeit bis auf die Gegenwart. C. Meyer, Mülheim a. Rhein 1882 (uni-frankfurt.de).